# Holvika
Holvika – wieś w zachodniej Norwegii, w okręgu Sogn og Fjordane, w gminie Vågsøy. Wieś leży na południowej stronie wyspy Vågsøy, na północnym brzegu fiordu Vågsfjorden, przy norweskiej drodze krajowej nr 621. Holvika znajduje się 3 km na wschód od wioski Vågsvåg i około 3 km na południowy zachód od centrum administracyjnego gminy – Måløy. 
W 2001 roku wieś liczyła 349 mieszkańców.
Podczas II wojny światowej, w dniu 27 grudnia 1941 roku, w miejscowości miał miejsce się jeden z desantów podczas Operacji Archery.